# Sonate K. 421
La sonate K. 421 (F.367/L.252) en ut majeur est une œuvre pour clavier du compositeur italien Domenico Scarlatti.

## Présentation
La sonate en ut majeur K. 421, notée Allegro à 
, est liée à la sonate précédente dans toutes les sources. De forme simple de type A—B—A’—B’, chaque membre possède des durées identiques, nettement séparées par un point d'orgue (mesures 30 et 106). La sonate repose sur un mouvement perpétuel d'une figure de doubles croches juste après la courte ouverture. Ralph Kirkpatrick recommande de jouer ces passages, notamment son extension mesures 31 et suivantes, comme quatre pupitres différents d'un orchestre.
Elle figure les sonorités d'« une véhémente et audacieuse musique de mandoline » ou « de chitarra battente calabraise, avec des échos de fanfare de village », comme on peut l'entendre dans des dizaines de sonates.
Ces répétitions de notes rapides, qui nécessitent « une indépendance des doigts peu commune à l'époque de Scarlatti », se présentent également dans les sonates K. 141, 366 et 455.

## Manuscrits
Le manuscrit principal est le numéro 4 du volume X de Venise (1755), copié pour Maria Barbara ; l'autre est Parme XI 30. Les autres sources manuscrites sont Münster III 58 et Vienne F 6.

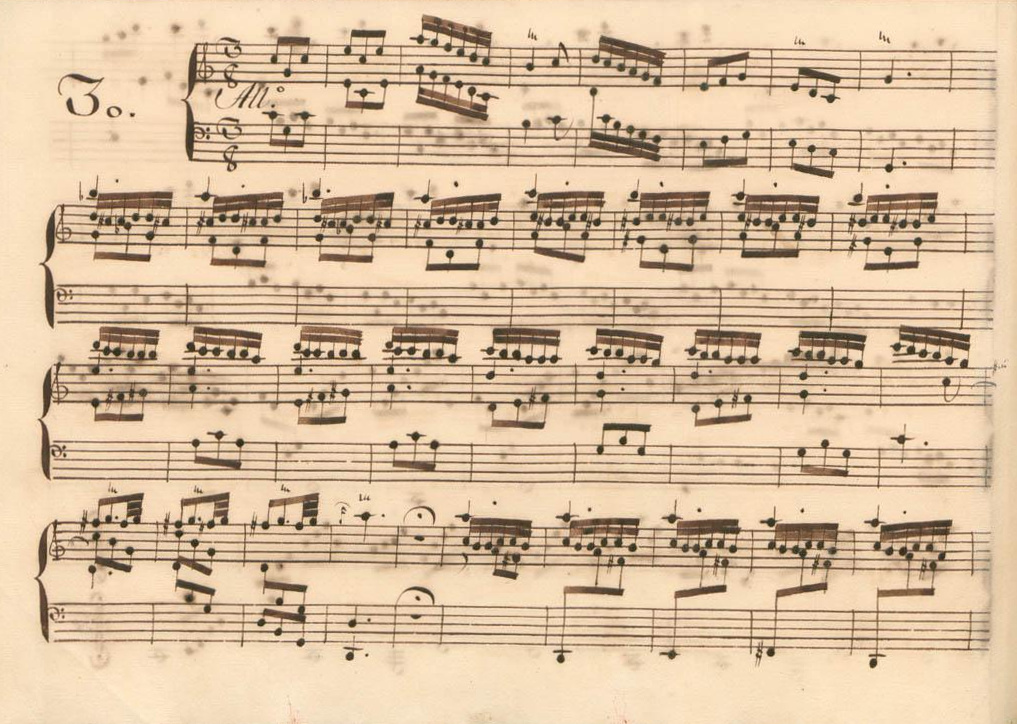
Parme XI 30.
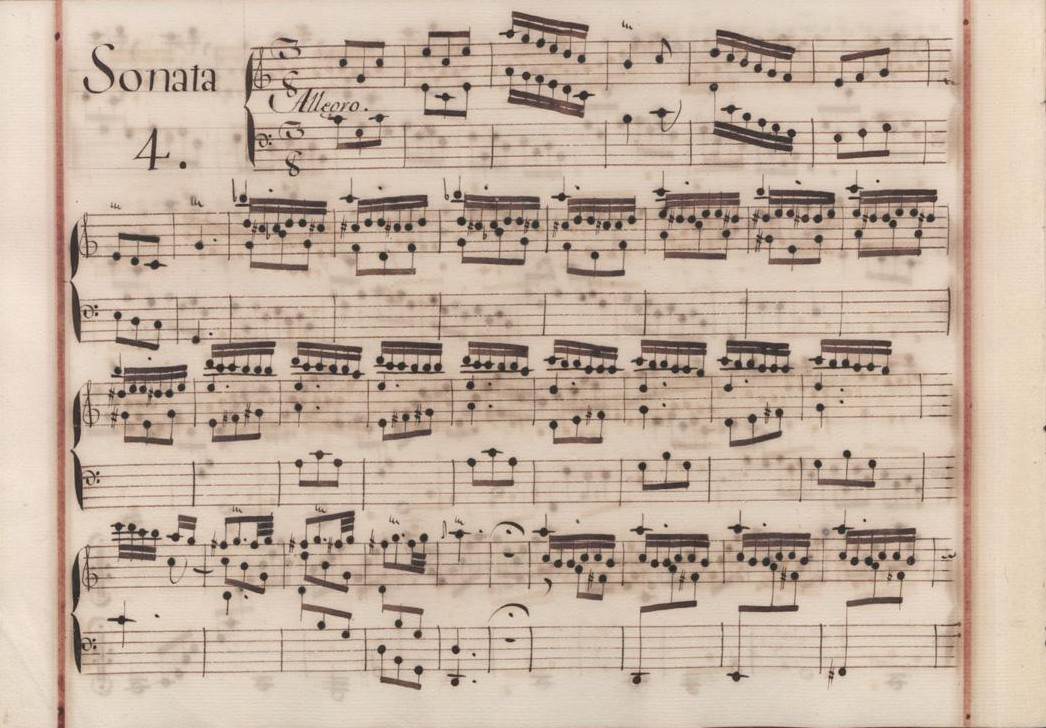
Venise X 4.

## Interprètes
Au piano, la sonate K. 421 est défendue par Carlo Grante (vol. 4) et Andrea Molteni (2021, Piano Classics). Au clavecin, elle est enregistrée par Scott Ross (Erato, 1985), Virginia Black (1986, EMI), Andreas Staier (1992, DHM), Władysław Kłosiewicz (1997, CD Accord), Sergio Vartolo (1998, Stradivarius, vol. 3), Francesco Cera (2009, Brilliant Classics) et Sergio Vartolo (Stradivarius).

## Sources
: document utilisé comme source pour la rédaction de cet article.
- Ralph Kirkpatrick (trad. de l'anglais par Dennis Collins), Domenico Scarlatti, Paris, Lattès, coll. « Musique et Musiciens », 1982 (1re éd. 1953 (en)), 493 p. (OCLC 954954205, BNF 34689181).
- Alain de Chambure, « Domenico Scarlatti : Intégrale des sonates — Scott Ross », p. 220, Erato (2564-62092-2), 1985 (OCLC 891183737) .
- Roland de Candé, Les chefs-d'œuvre classiques de la musique, Paris, Seuil, 2000, 802 p. (ISBN 2-02-039863-X, OCLC 46473027, BNF 37105991), p. 613.